# Matrioszka (album)
Matrioszka (Матрёшка) – trzynasty i ostatni album studyjny białoruskiego zespołu rockowego Lapis Trubieckoj, wydany 1 marca 2014 roku. Album zawiera 10 premierowych piosenek oraz nową wersję coveru zespołu Grażdanskaja Oborona – utwór „Gosudarstwo”. 

## Lista utworów
| Nr  | Tytuł utworu                               | Oryginalna pisownia tytułu | Długość |
| --- | ------------------------------------------ | -------------------------- | ------- |
| 1.  | „Matrioszka”                               | «Матрёшка»                 | 2:57    |
| 2.  | „Tancuj!”                                  | «Танцуй!»                  | 1:53    |
| 3.  | „Tank”                                     | «Танк»                     | 2:34    |
| 4.  | „Tielewizor”                               | «Телевизор»                | 2:43    |
| 5.  | „Woiny swieta”                             | «Воины света»              | 3:44    |
| 6.  | „Mołoch”                                   | «Молох»                    | 2:52    |
| 7.  | „Kotłowan”                                 | «Котлован»                 | 2:33    |
| 8.  | „Czajka”                                   | «Чайка»                    | 2:48    |
| 9.  | „Komandir”                                 | «Командир»                 | 2:35    |
| 10. | „Gosudarstwo” (cover Grażdanskaja Oborona) | «Государство»              | 3:09    |
| 11. | „Kłouna niet”                              | «Клоуна нет»               | 3:42    |
|     |                                            |                            | 31:30   |

## Twórcy
- Siarhiej Michałok – wokal
- Pawieł Bułatnikau – wokal, tamburyn
- Rusłan Uładyka – gitara
- Dzianis Sturczanka – gitara basowa
- Iwan Hałuszka – puzon
- Uładzisłau Sienkiewicz – trąbka
- Dzianis Szurau – perkusja
- Pawieł Traciak – gitara akustyczna, mandolina
- Andrej Babrouka – reżyser dźwięku
- Dzmitryj Babrouka – technik sceny[3]